# Cmentarz wojenny nr 64 – Bartne
Cmentarz wojenny nr 64 – Bartne – austriacki cmentarz z I wojny światowej znajdujący się we wsi Bartne w powiecie gorlickim, w gminie Sękowa, zaprojektowany przez Hansa Mayra. Jeden z ponad 400 zachodniogalicyjskich cmentarzy wojennych zbudowanych przez Oddział Grobów Wojennych C. i K. Komendantury Wojskowej w Krakowie.

## Opis
Obiekt został zaprojektowany na rzucie nieregularnego wieloboku, zbliżonego do prostokąta o powierzchni 317 m². Ogrodzenie wykonano z kamienia łamanego, w centrum duży krzyż centralny Mayra z drewnianym daszkiem. Na mogiłach zbiorowych duże krzyże ażurowe, na pojedynczych grobach małe żeliwne.

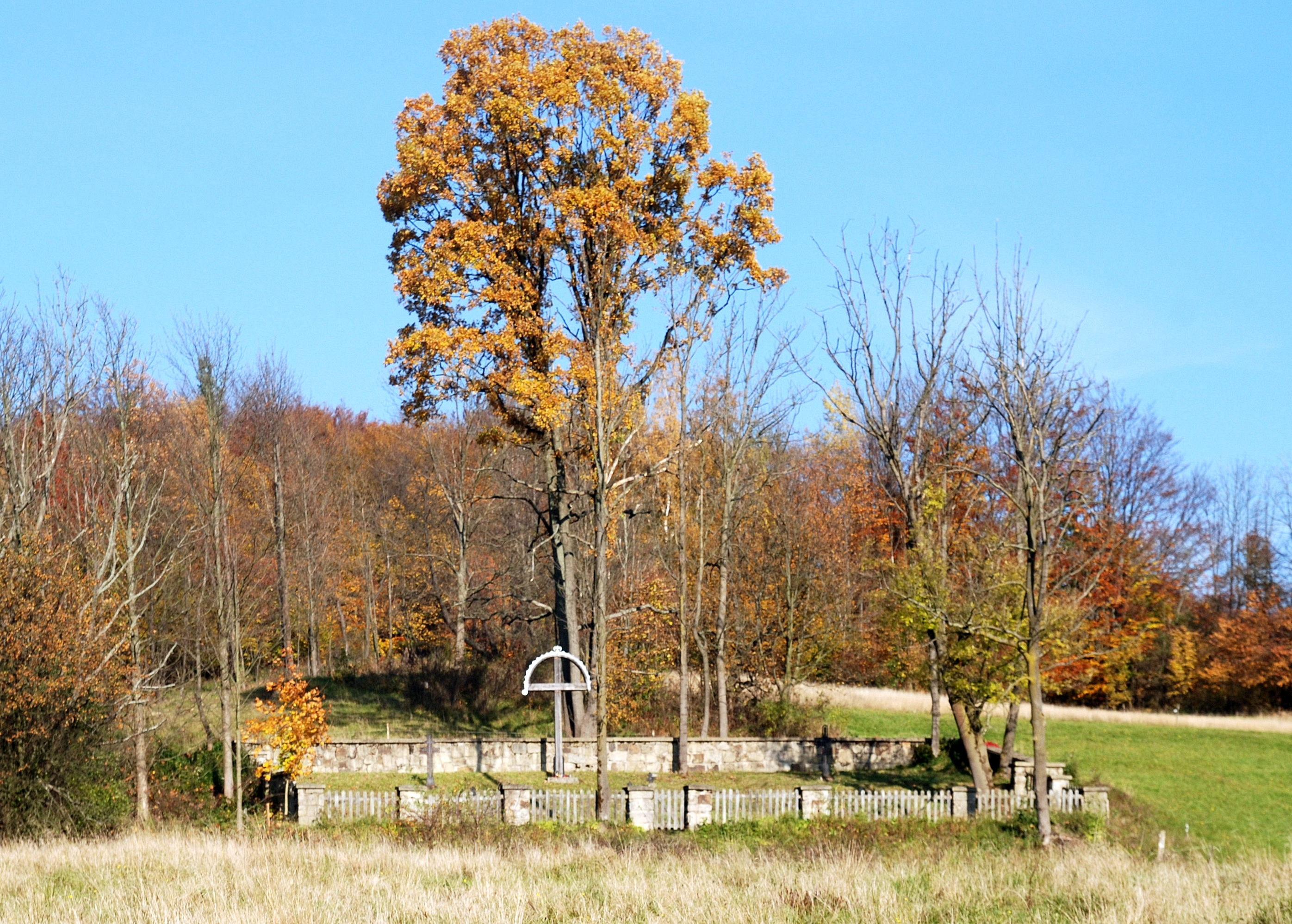
Widok ogólny
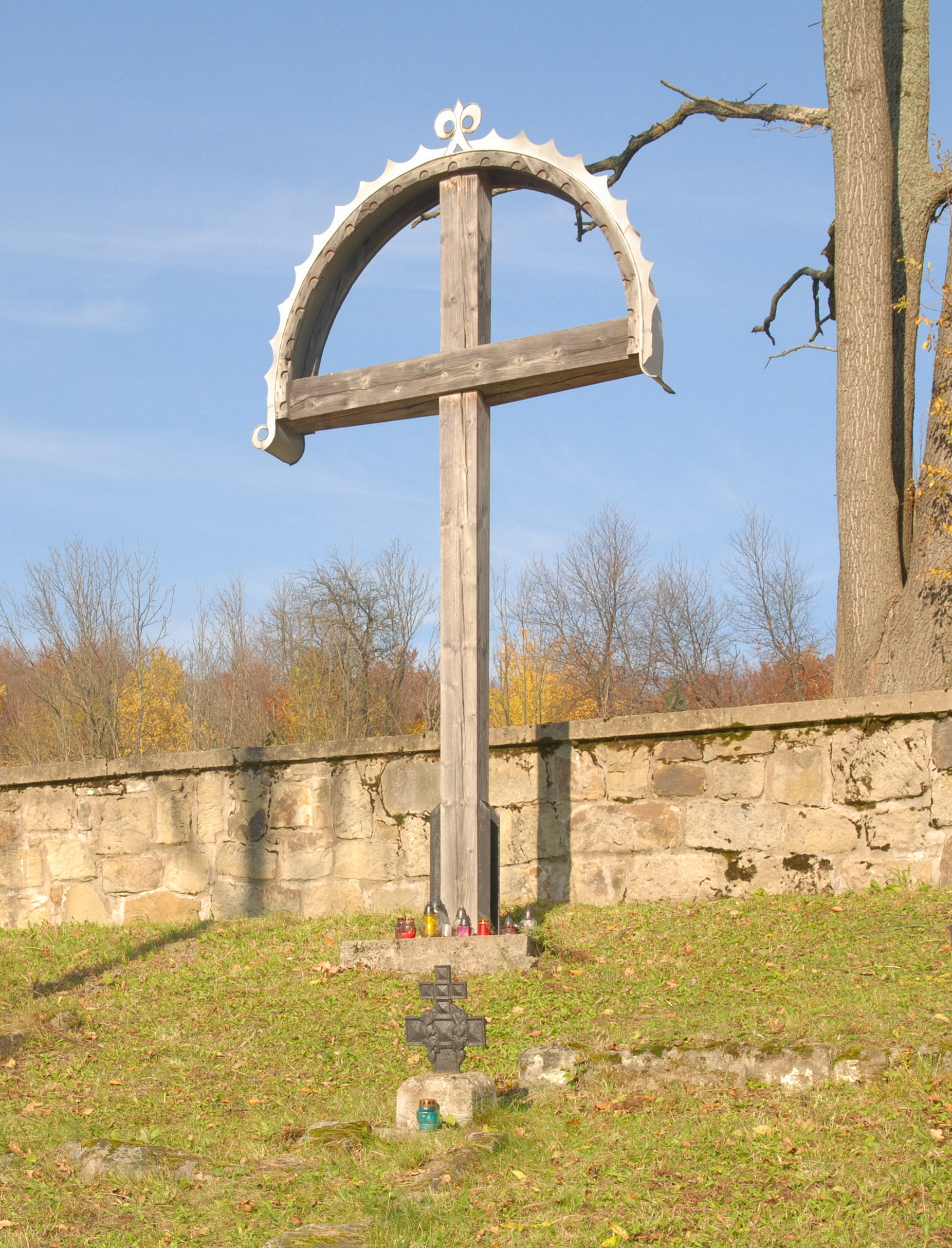
Krzyż centralny Mayra
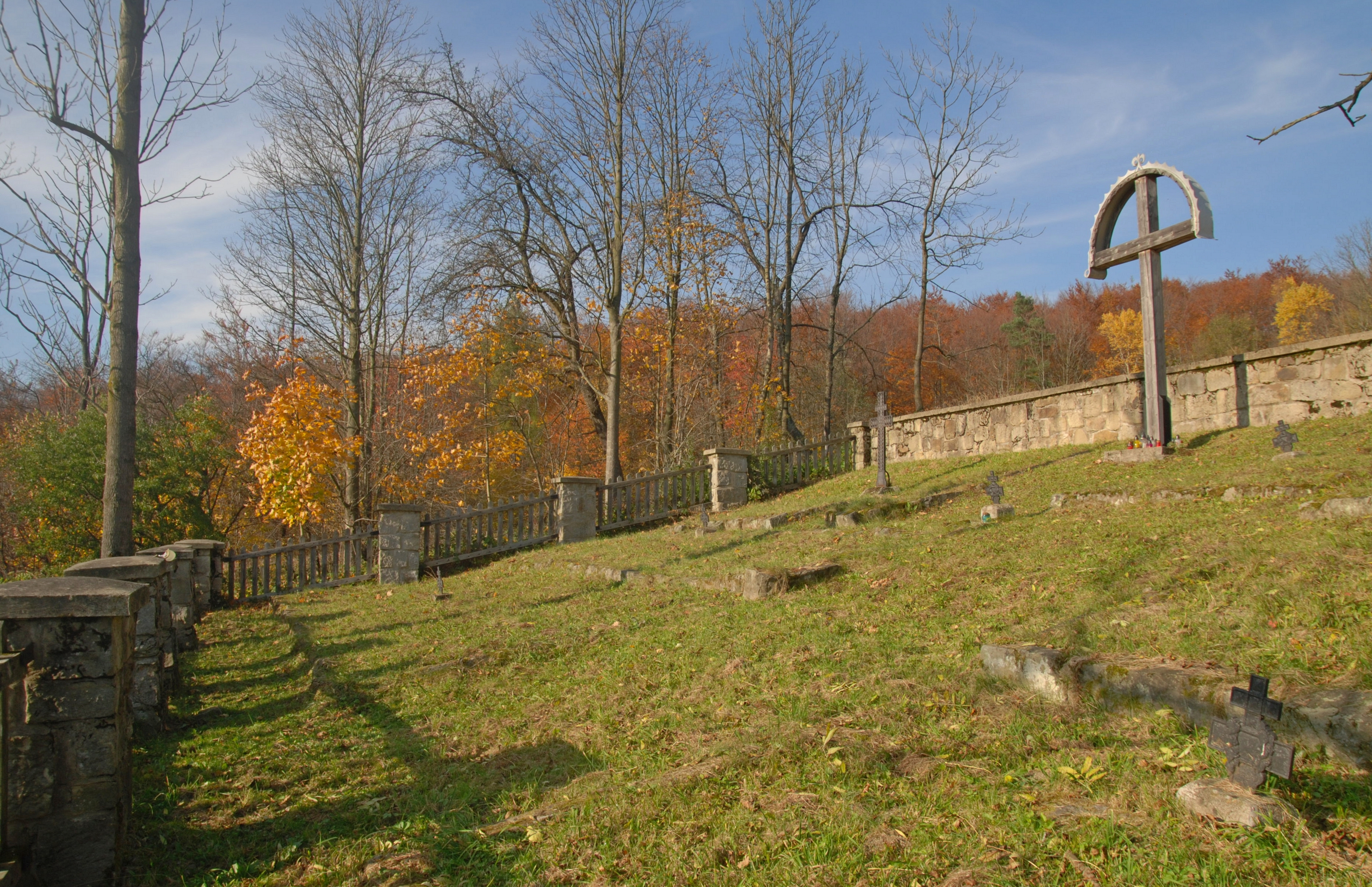
Fragment cmentarza

Na cmentarzu pochowano 87 żołnierzy w 15 mogiłach zbiorowych oraz w 22 grobach pojedynczych poległych w maju 1915 roku:
- 59 żołnierzy rosyjskich
- 28 żołnierzy austriackich

Obiekt wyremontowany.

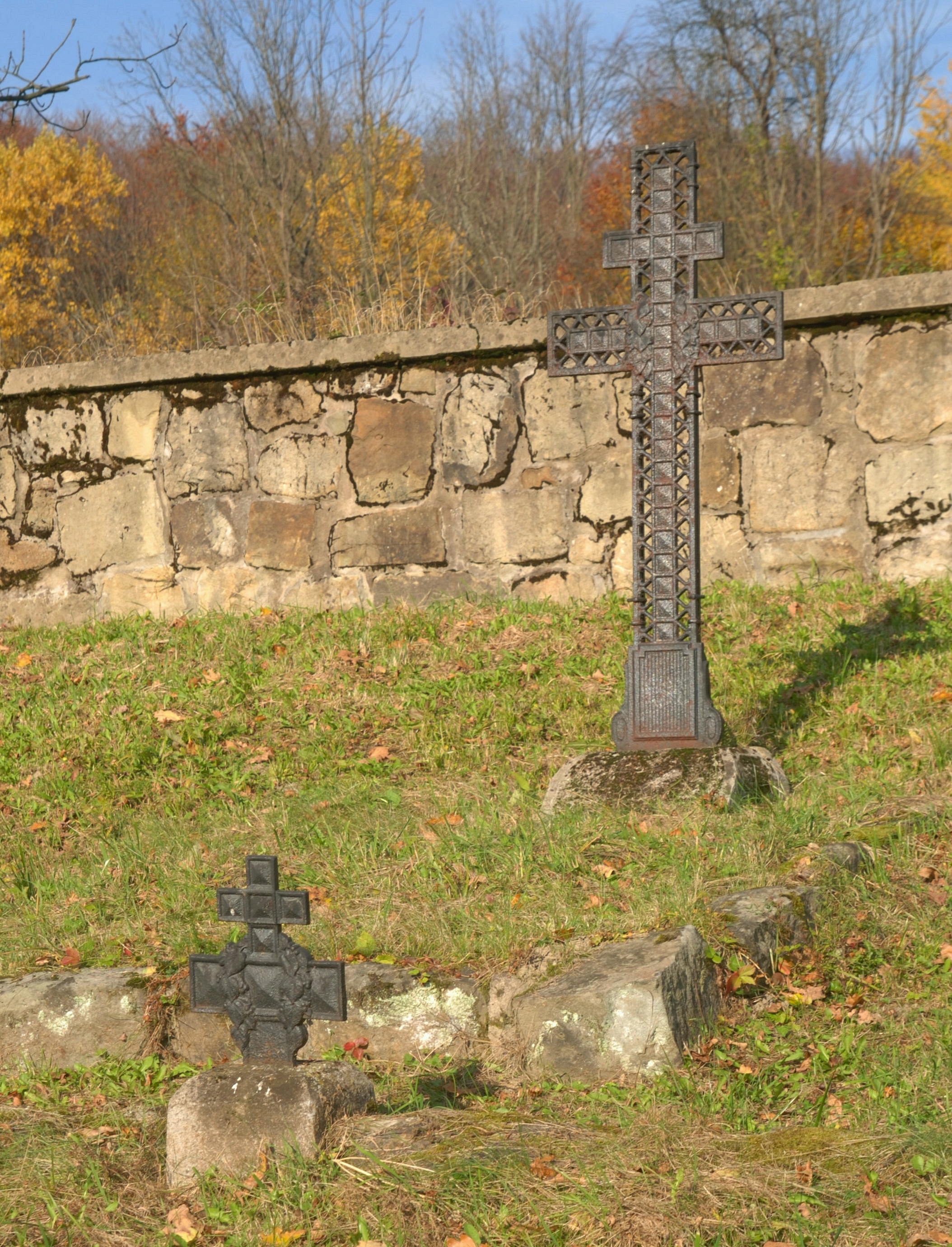
Krzyże rosyjskie
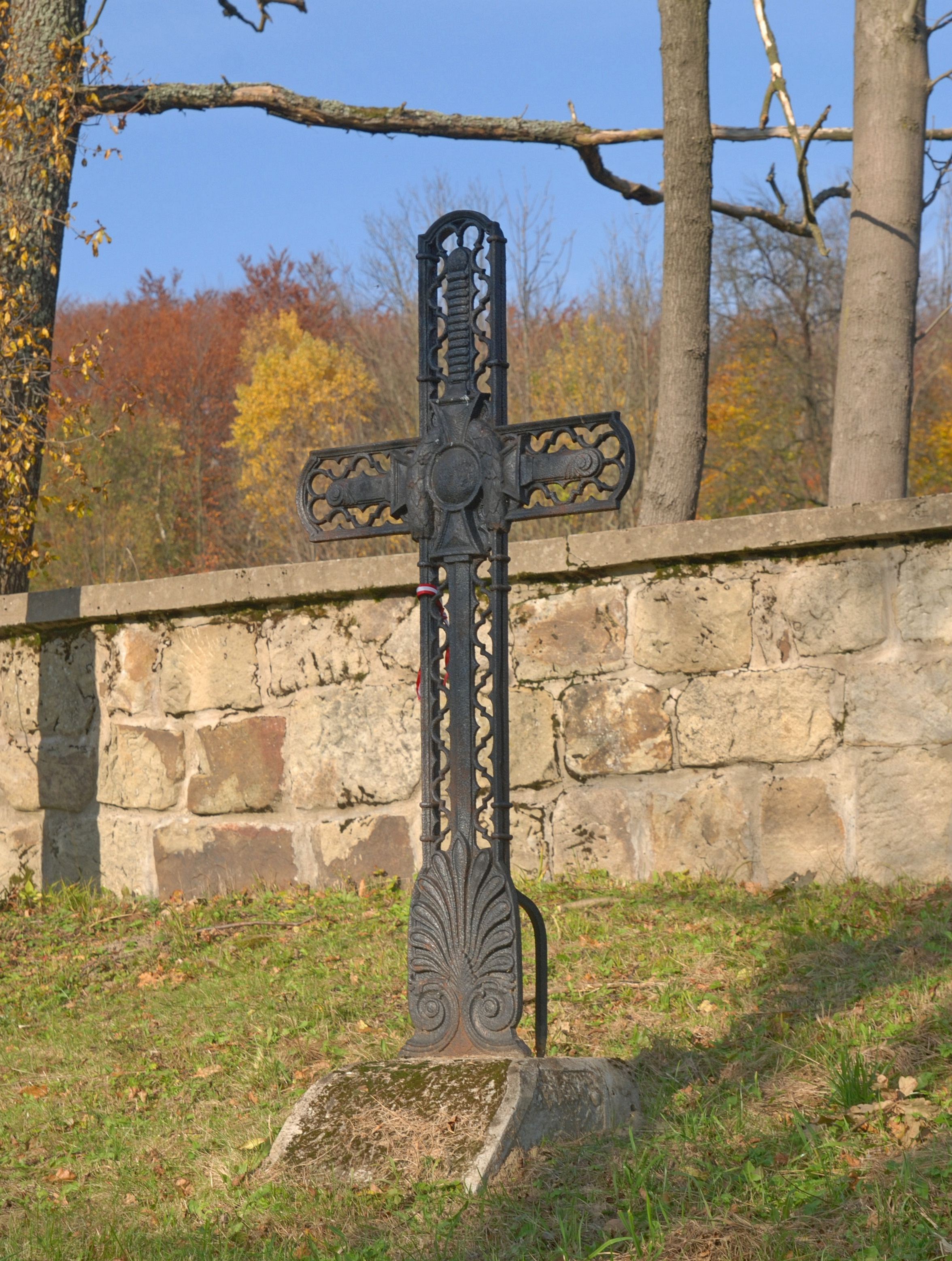
Austriacki krzyż Ludwiga